# Justyna Szafran
Justyna Szafran (ur. 14 marca 1974 w Poznaniu) – polska aktorka i piosenkarka, wykonawczyni poezji śpiewanej i piosenki aktorskiej.

## Życiorys
Jest absolwentką Akademii Teatralnej im. Aleksandra Zelwerowicza w Warszawie, poznańskiego Studium Piosenkarskiego oraz Wydziału Aktorskiego Akademii Sztuk Wizualnych w Poznaniu. W 1996 roku na XVII Przeglądzie Piosenki Aktorskiej we Wrocławiu zdobyła wszystkie możliwe nagrody (I Nagrodę, Nagrodę Publiczności, Nagrodę Dziennikarzy). W tym samym roku została uznana za "Indywidualność Roku '96" w kategorii piosenka aktorska. Władze miasta Poznania przyznały jej Stypendium Artystyczne i uhonorowały Medalem Młodej Sztuki w kategorii osobowość sceniczna.
Występuje na deskach Teatru Muzycznego Capitol.

## Nagrody
- Laureatka Festiwalu Piosenki Studenckiej i konkursu "Śpiewać każdy może", 1995, 1996
- I Nagroda, Nagroda Publiczności oraz Nagroda Dziennikarzy w XVII Przeglądzie Piosenki Aktorskiej, 1996
- Wyróżnienie na Festiwalu "Fama" w Świnoujściu, 1996
- Tytuł "Indywidualność Roku '96" przyznawany przez TVP1
- Medal Młodej Sztuki w kategorii osobowość sceniczna przyznany przez władze Poznania, 1999
- Nagroda przyznana przez władze Kalisza za rolę Edith Piaf, 2001
- Nagroda Publiczności na Kaliskich Spotkaniach Teatralnych za rolę Piaf, 2001
- Specjalna Nagroda Organizatora na 7. Ogólnopolskim Przeglądzie Monodramu Współczesnego w Warszawie za spektakl Rzecze Budda Chinaski, 2009
- Nagroda Jurora, Krzysztofa Kulińskiego na 38. Ogólnopolskim Festiwalu Teatrów Jednego Aktora za spektakl Rzecze Budda Chinaski,
- Srebrna Odznaka Honorowa Wrocławia, 2018[2]
- Emocje 2023 (Nagroda Radia Wrocław Kultura) za rolę tytułową w spektaklu „Fedra, czyli historia flanelowego wstydu” w reż. Agaty Dudy-Gracz (Teatr Układ Formalny), 2023[3]
- Nagroda Marszałka Województwa Dolnośląskiego za wybitne osiągnięcia w dziedzinie kultury, 2024[4]
- Arlekin 2024, nagroda za rolę Fedry w spektaklu „Fedra, czyli historia flanelowego wstydu” w reżyserii Agaty Dudy-Gracz (Teatr Układ Formalny), 2024[5]

## Dyskografia

### Albumy solowe
- Łagodna, Music Collection Agency, 2007
- Nie ma. Osiecka/Satanowski, 2020[6]

### Składanki i płyty innych wykonawców z udziałem Justyny Szafran
- Moje kolędy na koniec wieku – Zbigniew Preisner
- Nie żałuję – Jerzy Satanowski, Agnieszka Osiecka
- Złota kolekcja – Jan Wołek
- Satanorium – Jerzy Satanowski
- Janczarski – Kofta-Kreczmar
- Tango z Lady M. – muzyka Leszek Możdżer
- Bal w operze – Julian Tuwim, Leszek Możdżer

## Filmografia
- 1999: Niech no tylko zakwitną jabłonie[7]
- 2000: Żółty szalik jako piosenkarka na cocktailu, reż. Janusz Morgenstern[7]
- 2014: Wielka płyta  jako Nina, żona Pikosia, reż. Agata Duda - Gracz[7]
- 2018: Ślad (serial) jako Wiktoria Szymańska[7]
- 2018 - 2022: Sprawiedliwi - Wydział Kryminalny (serial) jako Lucyna / Prof. Woźniacka / Justyna Kwiatkowska[8]
- 2019 - 2023 Lombard. Życie pod zastaw jako Iwona (mama Patrycji)
- 2022: Bez słów jako Donata, reż. Yousseff Ouarrak[9]

## Spektakle teatralne
- Znikanie w czterech odsłonach, reż. Laco Adamik, muz. Jerzy Satanowski dla TVP1, 1996
- Nieporozumienie Alberta Camusa, reż. Janusz Andrzejewski, 1998
- Panna Julia Augusta Strindberga, reż. Waldemar Szczepaniak, 1998
- Grzeszna miłość Williama Szekspira, reż. Bogusław Kierc, 1998
- La Boheme, reż. B. Żyłkowski, sł. Agnieszka Osiecka, 1998
- Nie żałuję – piosenki Agnieszki Osieckiej, 1998
- Życie światowe, reż. Wojciech Kościelniak dla TVP, 1999
- Niech no tylko zakwitną jabłonie, reż. Wojciech Kościelniak dla TVP, 1999
- Wielki spacer Kasiarzy, reż. Wojciech Kościelniak dla TVP, 1999
- Hair, reż. Wojciech Kościelniak, Teatr Muzyczny w Gdyni, 1999
- To miał być żart, sł. Grażyna Orlińska, muz. Ewa Kornecka, Teatr Atelier w Sopocie, 1999
- Piaf, reż. Jan Szurmiej, 2000
- Dwoje na jednośladzie z Piotrem Machalicą, sł. Jan Wołek, muz. Janusz Strobel, reż. Maciej Wojtyszko, 2002
- Satanorium, reż. Laco Adamik, 2002
- Gorączka, reż. Wojciech Kościelniak dla TVP2, 2003
- Bal w operze – reż. Wojciech Kościelniak, Teatr Muzyczny Capitol we Wrocławiu, dla TVP2, 2003
- Wielka woda – spektakl muzyczny piosenek Agnieszki Osieckiej, Teatr Rampa w Warszawie 2003
- Stop klatka – spektakl muzyczny piosenek Jonasza Kofty, Teatr Atelier w Sopocie, 2005
- Śmierdź w górach - drużynowa, reż. Konrad Imiela, Cezary Studniak, Teatr Muzyczny Capitol we Wrocławiu, 2006[2]
- Swing! Duke Ellington Show – Zagmatwana, Teatr Muzyczny Capitol we Wrocławiu, 2006[2]
- Rzecze Budda Chinaski – monodram,  reż. Cezary Studniak[2], Teatr Muzyczny Capitol we Wrocławiu, 2007
- Operetka - matka, reż. Michał Zadara, Teatr Muzyczny we Wrocławiu, 2007[2]
- Dzieje grzechu - Ewa Pobratyńska, reż. Anna Kękuś-Poks, Teatr Muzyczny we Wrocławiu, 2008[2]
- Anty-Szanty, reż. J. Satanowski, Teatr Atelier, Sopot, 2008[10]
- Czarnoksiężnik z Krainy Oz - Bezgłowa, reż. Jerzy Bielunas, Teatr Muzyczny we Wrocławiu, 2010[2]
- Świat wg Barda, reż. J. Satanowski, Teatr Atelier, Sopot, 2010[11]
- Frankenstein - Matka Wiktora, reż. Wojciech Kościelniak, Teatr Muzyczny Capitol we Wrocławiu, 2011 (wznowienie 2018)
- Ścigając zło, reż. Wojciech Kościelniak) – piosenka Świat nie wystarczy nam wg The World Is Not Enough, Teatr Muzyczny Capitol we Wrocławiu, 2011[2]
- Sex machine, matka, reż. Tomasz Man, Teatr Muzyczny Capitol we Wrocławiu, 2012[2]
- Satanorium, reż. J. Satanowski, Teatr Atelier im. Agnieszki Osieckiej Sopot, 2012[12]
- Ja, Piotr Rivière, skorom już zaszlachtował siekierom swoją matkę, swojego ojca, siostry swoje, braci swoich i wszystkich sąsiadów swoich…  – Rivièrowa, reż. Agata Duda-Gracz), Teatr Muzyczny Capitol we Wrocławiu, 2012[2]
- Mistrz i Małgorzata - kobieta, reż. Wojciech Kościelniak, Teatr Muzyczny Capitol we Wrocławiu, 2013[2]
- Nine - Luisa Contini, żona Guida, reż. Pia Partum, Teatr Muzyczny Capitol we Wrocławiu, 2014[2]
- Trzej muszkieterowie - Milady de Winter, reż. Konrad Imiela, Teatr Muzyczny Capitol we Wrocławiu, 2015[2]
- Melancholia. Violetta Villas, A. Pałyga, reż. T. Wygoda, Teatr Nowy, Łódź 2015[13]
- Po "Burzy" Szekspira - Miranda, reż. Agata Duda-Gracz, Teatr Muzyczny Capitol we Wrocławiu, 2016[2]
- Liżę twoje serce -  Stara Cyganka, reż. A. Glińska, Teatr Muzyczny Capitol Wrocław, 2016[2]
- Makbet - Lady Macduff, reż. Agata Duda-Gracz, Teatr Muzyczny Capitol we Wrocławiu, 2017
- Blaszany bębenek - Anna, reż. Wojciech Kościelniak, Teatr Muzyczny Capitol we Wrocławiu, 2018[14]
- “Nie ma”. Osiecka/Satanowski. Recital Justyny Szafran, Teatr Muzyczny Capitol we Wrocławiu, 2019[15]
- Alicja - Matka / Czerwona Królowa Złamanych Serc, reż. Martyna Majewska, Teatr Muzyczny Capitol we Wrocławiu, 2021[16]
- Judy, na końcu tęczy - Judy Garland, reż. Wojciech Dąbrowski, Wrocławski Teatr Komedia, 2021[17]
- Priscilla, Królowa Pustyni. Musical - Bernadette, reż. Cezary Tomaszewski, Teatr Muzyczny Capitol we Wrocławiu, 2021[18]
- Fedra, czyli historia flanelowego wstydu - Fedra, reż. Agata Duda-Gracz, Teatr Układ Formalny we Wrocławiu (gościnnie), 2023[19]
- A statek płynie - Teresa Valegnani, reż. Wojciech Kościelniak, Teatr Muzyczny Capitol we Wrocławiu, 2023[20]
- Romeo i Julia - Pani Capuletti, reż. Jan Klara, Teatr Muzyczny Capitol we Wrocławiu, 2024[21]